# Росторопша Віктор Вікторович
Ві́ктор Ві́кторович Росто́ропша (30 червня 1996 — 5 серпня 2015) — солдат Збройних сил України, учасник російсько-української війни.

## З життєпису
Народився 1996 року в селі Світлогірське Дніпропетровської області. Будучи дитиною, втратив батьків, зі старшою сестрою Катериною виховувався у Перещепинському інтернаті для дітей-сиріт.
У червні 2015-го закінчив ПТУ в Дніпропетровську, добровольцем пішов до військкомату. Солдат, розвідник 74-го окремого розвідувального батальйону.
5 серпня 2015-го загинув разом з бойовими товаришами о 3:04 — Максимом Лянкою та Олександром Шаповалом — підірвалися на фугасі поблизу села Карлівка Мар'їнського району Донецької області.
Похований у селі Світлогірське Криничанського району.
Без брата лишилася сестра.

## Нагороди та вшанування
За особисту мужність, сумлінне та бездоганне служіння Українському народові, зразкове виконання військового обов'язку відзначений — нагороджений
- орденом «За мужність» ІІІ ступеня (22.9.2015, посмертно)[1]